# Swithun von Winchester

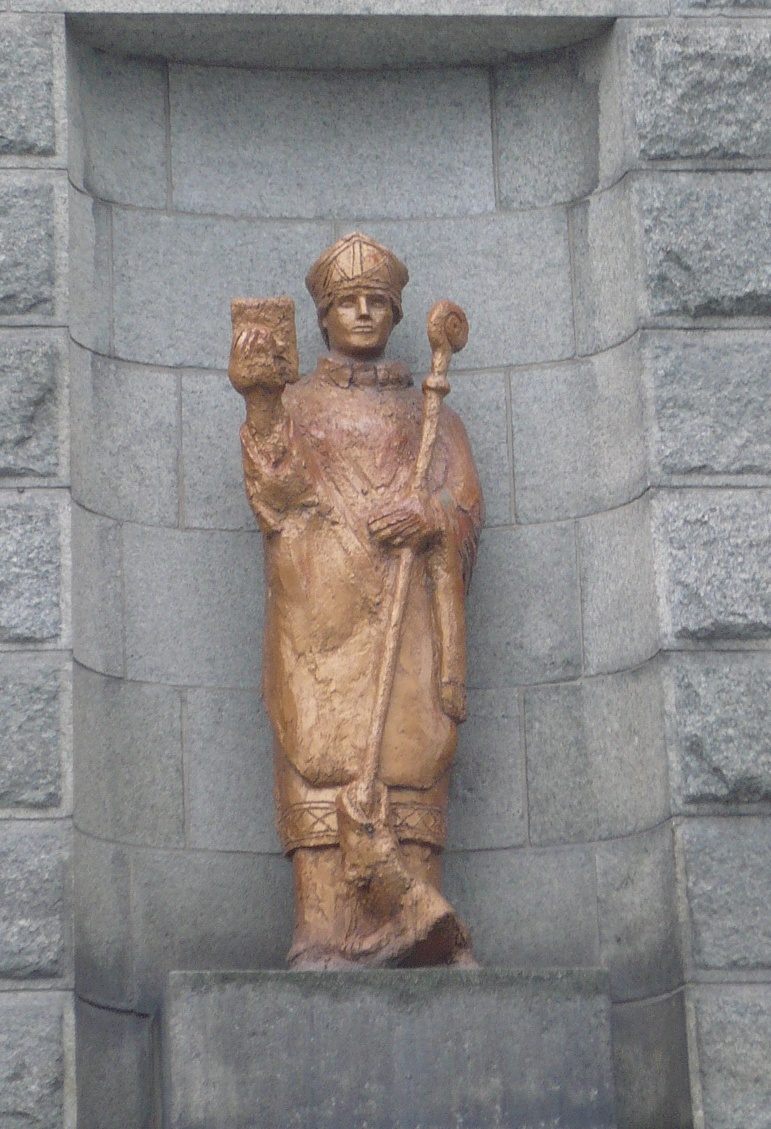
Swithun, Bischof von Winchester. Moderne Skulptur in Stavanger in Norwegen.

Swithun von Winchester, auch Swithin oder Svithun (* um 800 in Hampshire; † 2. Juli 862 in Winchester) ist der Name eines englischen Heiligen der römisch-katholischen Kirche; seine Gedenktage sind der 2. Juli (katholisch) und der 15. Juli (anglikanisch).

## Leben
Unter der Regentschaft von König Egbert von Wessex gehörte Swithun neben Ealstan von Sherborne zu den zwei verlässlichen Ratsmitgliedern (Lord High Chancellor) und half ihm in den kirchlichen Angelegenheiten. Ihm wurde die Ausbildung (Tutor) des späteren Königs Ethelwulf anvertraut.

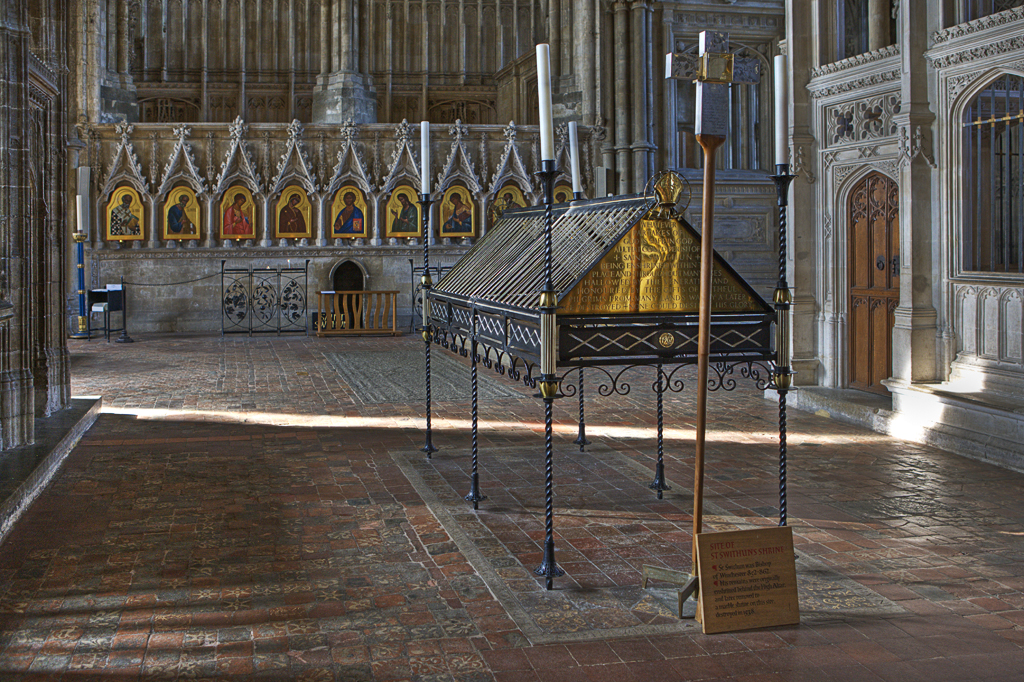
Moderne Erinnerung an Swithuns Reliquienschrein in der Kathedrale von Winchester.

Am 30. Oktober 852 wurde er von Ceolnoth, dem Erzbischof von Canterbury, zum Bischof von Winchester geweiht.
Swithin starb am 2. Juli 862. Er wurde im Kirchhof der alten Kathedrale (Old Minster) von Winchester begraben, dem Vorgängerbau der heutigen Kathedrale. Dort konnten, gemäß seinem Wunsch, Passanten über sein Grab gehen und der süße Regen des Himmels konnte darauf fallen. Im 10. Jahrhundert wurde die Kathedrale unter Bischof Æthelwold († 984) erweitert. Dieser gründete 964 ein Benediktinerkloster und ernannte Swithun zu dessen Schutzheiligem.
Am 15. Juli 971 wurden die Gebeine Swithuns exhumiert und in einen Schrein im Kircheninneren überführt. Dabei sollen sich Wunder zugetragen haben, was als Beginn der Verehrung Swithuns gilt. So sollen von ihm Geheilte ihre Krücken an die Wände um sein Grab gehängt haben.
Im Mittelalter wurde sein Körper geteilt und in verschiedene Schreine geteilt. Sein Kopf wurde nach Canterbury Cathedral gebracht. Im Jahr 1093 wurde sein Hauptschrein in der Kathedrale von Winchester errichtet.
Im Zuge der Reformation ließ Heinrich VIII. im Jahr 1538 die Wertgegenstände vom Heiligenschrein entfernen und drei Jahre später wurde auch die Heiligenverehrung eingestellt.

### Wetterregel
Die Wetterregel besagt, dass wenn es am Festtag von Swithun, dem 15. Juli, regnet, dann wird es für die nächsten 40 Tage regnen. Dafür gibt es folgendes Proverb:
St. Swithun’s day if thou dost rain

For forty days it will remain

St. Swithun’s day if thou be fair

For forty days ’twill rain nae mare
Eine weitere Variante für Buckinghamshire enthält:
If on St. Swithun’s day it really pours

You’re better off to stay indoors
Die deutsche Übersetzung lautet:
St. Swithuns Tag, wenn es regnet

Vierzig Tage lang wird es bleiben

St. Swithuns Tag, wenn du fair bist

Vierzig Tage lang wird es nicht regnen
Die Übersetzung der Variante für Buckinghamshire lautet:
Wenn es am St. Swithun-Tag wirklich in Strömen schüttet

Bleiben Sie lieber drinnen

## Verehrung
Außerhalb Englands wurde Swithun bis zur Reformation auch im Bistum Stavanger in Norwegen verehrt. Die Verehrung Swithuns ist wahrscheinlich auf den ersten Bischof von Stavanger, Reinald von Stavanger, zurückzuführen, der zur Zeit der Gründung Anfang des 12. Jahrhunderts in Stavanger wirkte. Erstmals schriftlich erwähnt wird Swithun in Stavanger jedoch erst im Jahr 1204. Bis zur Reformation war er der bedeutendste unter den dort verehrten Heiligen. Sein Schrein wurde nach der Reformation eingeschmolzen.
Auf den Färöer-Inseln, die vom Ende der Wikingerzeit im Mittelalter bis Anfang des 19. Jahrhunderts zu Norwegen gehörten, wird der 2. Juli, Swithuns Todestag, noch heute syftunsøkudagur genannt. Der Name hatte sich nach der Reformation erhalten, da an diesem Tag in jedem Jahr mit der Bejagung der Papageientaucher begonnen wurde. Das Bistum Färöer wurde Mitte des 12. Jahrhunderts dem Erzbistum Nidaros (mit Sitz in Nidaros, heute Trondheim) angegliedert. Zu diesem Erzbistum gehörte auch das Bistum Stavanger. In Nidaros befand sich der Schrein von Olav dem Heiligen, der ebenfalls auf den Färöern verehrt wurde.
Weiterhin wird auch Swithuns Gedenktag in einer im Juli 1407 in Tórshavn angefertigten Abschrift einer Urkunde erwähnt.

## Darstellung

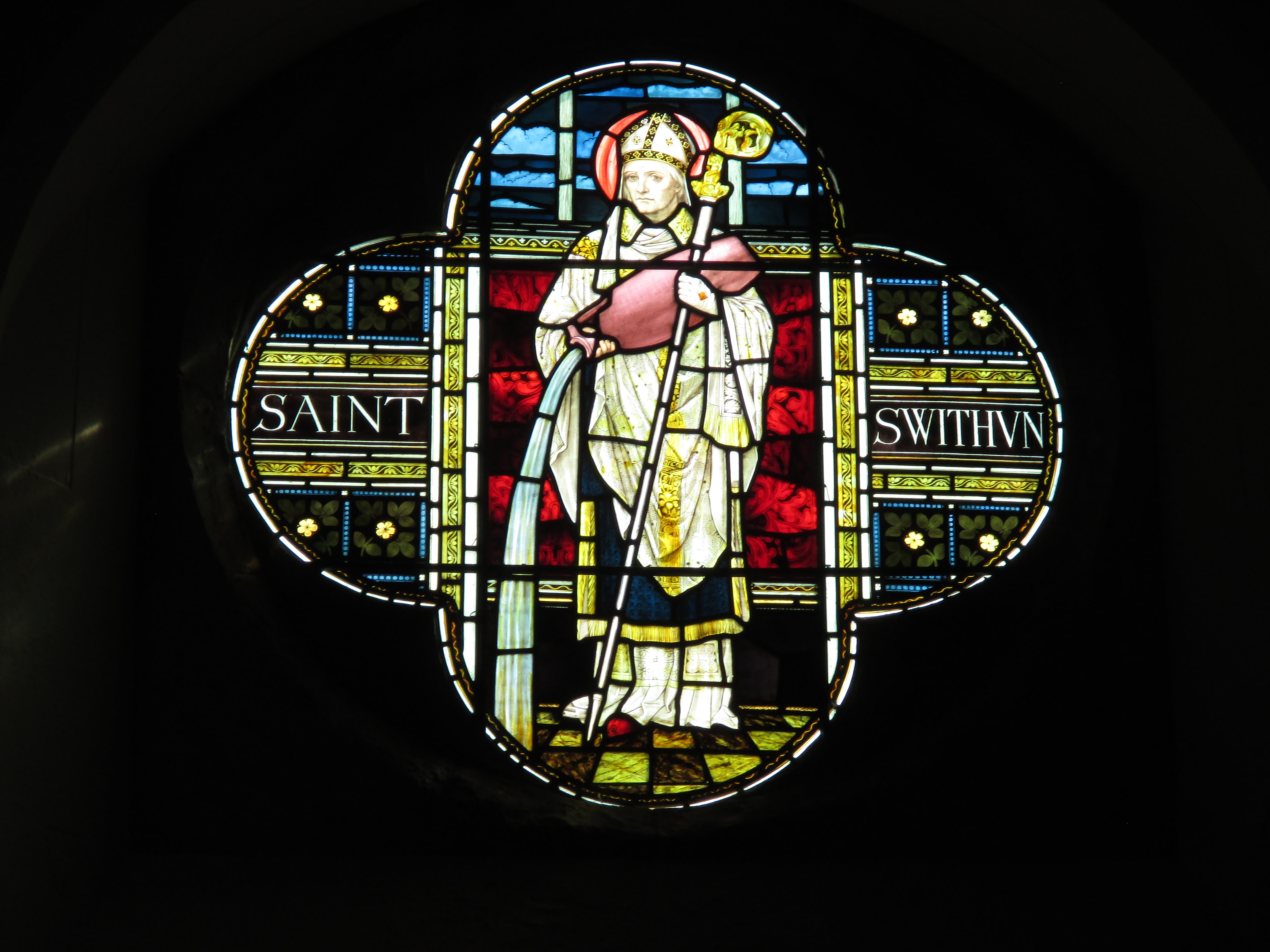
St Swithun, Lewes, Sussex (1881)

Hochmittelalterliche Darstellungen des Heiligen sind unbekannt; seit dem Spätmittelalter wurde er nur selten und dann meist im Bischofsornat (Stab, Mitra) dargestellt. Die meisten Bildnisse stammen aus dem 19. und 20. Jahrhundert.